# Stammliste der Oberhaim
Dies ist die Stammliste des Adelsgeschlechts der Oberhaim nach Johann Georg Adam von Hoheneck. Ihr Stammsitz
war in Oberham bei Hohenzell in der bairisch-oberösterreichischen Grenzregion, heute Innviertel in Oberösterreich. Mit Georg Andreas von Oberhaim, Herr zu Schönau, starb das Geschlecht im 17. Jahrhundert aus.

## Älteste Linie
- Christoph Oberhaimer war 1235 am 14. Turnier in Würzburg
- Georg wird als Edler am Turnier 1284 in Regensburg genannt

A1. Ortolph von Oberhaim (Sohn von Georg?) lebte 1308
B1. Ulrich von Oberhaim
C1. Hans I. von Oberhaim zu Partz († St. Michaeli-Tag 1435 in Parz), Verweser der Hauptmannschaft des Landes ob der Enns, ⚭ I Margaretha, To. v. Hans Meurl von Leombach und Gutta von Ybbs, ⚭ II Dorothea Panhalm, To. v. Asen (Erasra) Panhalm,
D1. [I] Wolfgang (siehe: Linie nach Wolfgang von Oberhaim)
D2. [I] Matthias, (siehe: Linie nach Matthias von Oberhaim)
D3. [I] Hans II. ⚭ 1419 Catharina, To. v. Dietrich von Entzerstorff, keine Kinder
D4. [I] Colman, (siehe: Linie nach Colman von Oberhaim)
D5. Judith ⚭ Caspar Neundlinger zu Helffenberg
D6. Afra ⚭ Andreas von Herberstorff
D7. Maria ⚭ Andreas Hörelinsperger zu Tannberg
D8. Barbara ⚭ Thomas Tannböck (Tannpecken) zu Windhag
C2. Michael von Oberhaim zu Gröming († 1435), 1414 Pfleg- und Landrichter zu Weissenberg, 1416 herzoglicher Pfleger zu Wächsenberg, ⚭ Catharina, To. v. Hans von Sintzendorff und Elisabeth von Rosenhart
C3. Margaretha ⚭ Ulrich Kayser
C4. Agnes ⚭ Paul Ehrenspöck
B2. Elisabeth ⚭ 1350 Oswald von Oedt zu Kapffsberg

## Linie nach Wolfgang von Oberhaim
Wolfgang von Oberhaim, 1454 und 1464 Zeuge, 1458 Ritterstandsausschuss, Rat des Herzog Albrechts VI., 1466 Anwalt der Hauptmannschaft ob der Enns, ⚭ Margaretha Truchsässin
A1. Georg von Oberhaim zu Gröbming (Gröming), ⚭ Afra, To. v. Wolfgang Zeller zu Riedau und Regina Jörger,
B1. Michael I. Oberhaimer in der Gröbming († 1496 Gröming, ▭ Gaspoltshofen), ⚭ Sybilla, To. v. Ortolph Geymann zu Gallspach und Barbara Meurl, Michael ist in Gaspatzhofen begraben
C1. Michael II. († nach 1537, ▭ Gaspoltshofen) ⚭ Magdalena († 1537, ▭ Gaspoltshofen), To. v. Georg Zeller zu Zell und Riedau, Michael starb bald nach seiner Frau als letzter dieser Linie.
C2. Regina ⚭ Christoph Innernseer
C3. Elisabeth ⚭ Dietrich von Trenbach zu St. Mörten
B2. Bernhard starb ledig
B3. Sophia ⚭ I 1460 Wolfgang Baumach, ⚭ II Hans Mellabrunner
A2. Wilhelm, starb ledig
A3. Christoph von Oberhaim († nach 1499) Herr zu Ihrnhärting, 1452 Untermarschall von König Ladislaus Postumus ⚭ Susanna, Kinder?
A4. Martin von Oberhaim, Herr zu Braittenau ⚭ Margaretha, To. v. Martin Moser am Weyer (auch Moser von Eggendorf) und Witwe von Wolf Hörfinger
A5. Helena, ⚭ 1467 Veit Tannböck zu Tannpöckhof

## Linie nach Matthias von Oberhaim
Matthias von Oberhaim, ⚭ Amalei Jörger, To. v. Wolfgang Jörger zu St. Jörgen, Tollet und Liechtenau und Brigitta Anhanger, Matthias und seine Frau verkaufen 1473 verschiedene zur Herrschaft Ihrnhärting gehörige Zehente zu Schnidering und Pfaffendorf
A1. Warmund Oberhaimer zu Pernau, ⚭ N von der Almb, keine Kinder
A2. Hans III. von Oberhaim zu Partz, Pernau, Falkenstein und Hayenbach, edl gestrenger Ritter, ⚭ Anna, To. v. Thomas Herr von Stubenberg und Elisabeth von Kränichberg, Hans III. hat 1486 die Burg Falkenstein eingenommen, sein Wappen ist im Turm der Burg
B1. Sigmund von Oberhaim zum Falckenstain, ⚭ I Anna von Scheuhing, ⚭ II Rosina Meusl
C1. [I] Hans Georg v. O. ⚭ Marusch, To. v. Caspar von Neuhauß zu Ruetting und Maria Schreiber von Erding, Witwe des Adam Geyer zu Osterberg, keine Kinder
C2. [II] Christoph v. O. ⚭ Anna Hofmann aus der Steiermark, keine Kinder, mit ihm erlosch diese Linie
B2. Catharina ⚭ Leopold Beck von Leopoldsdorf
B3. Margaretha ⚭ Christoph Rueber zu Dietriching
A3. Barbara ⚭ Ulrich Petershaimer
A4. Anna ⚭ Lamprecht Aspan von Haag
A5. Agatha stirbt ledig

## Linie nach Colman von Oberhaim
Colman I. von Oberhaim zu Falckenstain († 1468, ▭ Minoritenkirche (Linz)) ⚭ Barbara Hindterholtz, Colman ist in der Minoritenkirche in Linz begraben. Die Söhne Hans, Ottmar und Colman II. wurden am 5. April 1486 bei der Krönung Maximilians I. zum römisch-deutschen König zu Aachen zum Ritter geschlagen.
A1. Colman II. starb ledig
A2. Hans Oberhaim zu Partz, 1481 gen., 1482 Pfleger zu Stahrenberg, 1486 bei der Belagerung von Wr. Neustadt von Kaiser Friedrich III. zum Ritter geschlagen; ⚭ Margaretha († nach 1493), To. v. Heinrich Petershaimer, diese hat 1493 noch gelebt, Kinder?
A3. Simon von Oberhaim zum Falckenstain, strenger Ritter, 1478 neben Ulrich von Stahrenberg Viertelshauptmann im Mühlviertel, ⚭ Margaretha, To. v. Ulrich Hörleinsperger zu Tannberg und Amalei von Hohenfeld,
B1. Colman III.
B2. Ullrich
B3. Elisabetha ⚭ I 1504 Ritter Jacob von Hindterholtz († 1511), ⚭ II 1527 Wilhelm von Aichberg
A4. Vicenz I. von Oberhaim, 1468 mit 6 Pferden im Sold der Stadt Steyr gestanden, ⚭ Magdalena, To. v. Hans Mühlwanger siehe Mühlwang und Barbara von Asperg,
B1. Vicenz II. von Oberhaim zu Marspach († 1514, ▭ Kloster Gleinck), stellte 1490 der Stadt Steyr 4 Mann zu Pferd und 6 zu Fuß, 1491 stellt er 3 Pferde zum Aufbot des römisch-deutschen Königs Maximilian I. ⚭ 1501 Barbara, To. v. Hans von Rämming und Ramspichl und Magdalena von Campani
C1. Anna ⚭ I Rudolph Freyschlag ⚭ II Christoph Reicker zum Thurn
B2. Otto v. O. wurde 1490 nach der Eroberung von Stuhlweißenburg vom römisch-deutschen König Maximilian I. zum Ritter geschlagen, hat beim Begräbnis von Kaiser Friederich III. am 7. Dezember 1493 den Schild der Grafschaft Habsburg getragen. Otto starb ledig
B3. Matthäus, starb ledig
B4. Leonhard von Oberhaim, 1529 Pfleger der Herrschaft Steyr, ⚭ Margaretha, To. v. Wolf von Perckhaim (Berckheim?) zu Würding und Ehrntraut von Sintzendorf,
C1. Wolfgang hat sich aus einer Bixen selber erschossen
C2. Hans († 1514, ▭ Gleinck), ⚭ Magdalena, mit seiner Frau im Kloster Gleinck begraben
A5. Ottmar I. Oberhaimer zu Marspach, Edl gestrenger Ritter, 1486 Ritterschlag; ⚭ I Margaretha Marschalch von Stumpffsberg; ⚭ II Maria von Weichs?
B1. [I] Margaretha die ältere ⚭ Ulrich Strauffen
B2. [I] Margaretha die jüngere, Klosterfrau zu Pulgarn
B3. [I] Barbara ⚭ Christoph Stadler
B4. [I] Bartholomäus v. O. zu Marspach starb ledig
B5. [I] Ottmar II. von Oberhaim zu Marspach († 1520), 1500 Zeuge in Brief, schädigte jahrelang das Hochstift Passau bis 1520 Herzog Ernst Ottmar gefangen nahm und er vom Gericht zum Tod verurteilt wurde ⚭ Regina, To. v. Veith Gneiss und Margaretha Kirchberg zu Eggenberg, Witwe des Krafft, keine Kinder
B6. [I] Andreas von Oberhaim, Herr zu Zeillern und Totzenbach, Zeuge 1515, ⚭ Dorothea Haim, To. v. Andreas von Haim zu Schwanberg und Dorothea von Moßhaim,
C1. Christoph v. O. zu Wincklberg († um 1584), röm. kais. Rat, nö Landsrechts-Beisitzer, 1564 Landuntermarschall in NÖ, ⚭ I Anna von Mündenhaim, keine Kinder?; ⚭ II Ursula von Potawiz; ⚭ III Eva Säckl, keine Kinder?
D1. [II] Anna ⚭ I 1581 Primislao Prosenowsky zu Prosenowsky († 1590), Truchsess des Erzherzog Ernst von Österreich, ⚭ II Herrn von Newitsch,
D2. [II] Johann Leonhard stirbt ledig
D3. [II] Ehrnreich v. O., ⚭ Anna Jacobina, To. v. Sebastian Nothhaft, Kämmerer Kaiser Maximilian II., und Jacobe Bort, keine Kinder
D4. [II] Georg Andreas (Andre) von Oberhaim, Herr zu Schönau, röm. kais. Rat, ⚭ 1589 Apollonia Schmatterl, To. v. Georg Schmatterl von Tornau und Anna Prasickan, mit ihm stirbt die Linie nach Colman und das gesamte Geschlecht aus.
E1. Polyxena ⚭ 1651 Christoph Adam Geyer von Osterberg (siehe Stammliste der Geyer von Geyersperg)
C2. Maximilian, stirbt ledig
C3. Afra ⚭ Adam Geyer von Osterberg, Herr zu Inzersdorf
B7. [II] Apollonia ⚭ Christoph Rauber
A6. Elisabeth ⚭ Benedikt Panhalm

## Abkürzungen und Erklärung

### Erklärung
| Text         | bedeutet                                              | oder                    |
| 1848/50      | 1848 ODER 1850                                        |                         |
| 1848–50      | VON 1848 BIS 1850                                     | zwischen 1848 und 1850  |
| 1848?        | fraglich oder unsicher                                |                         |
| Hanns (Hans) | kursiv Original-, in Klammer die heutige Schreibweise |                         |
| Hans/ Hanns  | verschiedene Schreibweisen                            | gleichwertige Varianten |
| (Hanns)      | weitere Schreibweise                                  | Variante                |

### Abkürzungen und Symbole
| *      | geboren                 | R.         | Ritter                       | NÖ, nö     | Österreich unter der Enns, -isch |
| ~      | getauft                 | Hr         | Herr                         | OÖ, oö     | Österreich ob der Enns, -isch    |
| ⚭      | Eheschließung, Hochzeit | Frhr       | Freiherr                     | Ktn, ktn   | Kärnten, kärntnerisch            |
| %      | Scheidung, geschieden   | Frn        | Freifrau, Freiin             | Stmk, stmk | Steiermark, steirisch            |
| †      | gestorben               | Gf         | Graf                         | Tir, tir   | Tirol, tirolerisch               |
| ⚔      | gefallen                | Gfn        | Gräfin                       | Slb, slb   | Salzburg, salzburgisch           |
| ▭      | begraben in             |            |                              | Böh, böh   | Böhmen, böhmisch                 |
| gen.   | genannt                 | Verord.    | Verordneter (der Landschaft) | Mähr, mähr | Mähren, mährisch                 |
| rel    | kirchliche Hochzeit     | Verord.Ri. | Verordneter des Ritterstands | Krn, krn   | Krain, krainer                   |
| civ    | zivile Eheschließung    | Verord.Hr. | Verordneter des Herrenstands | Ung, ung   | Ungarn, ungarisch                |
| To. v. | Tochter von             | Hptm       | Hauptmann                    | erbl.      | erbländisch                      |